# Wasilij Małychin
Wasilij Michajłowicz Małychin (ros. Василий Михайлович Малыхин, ur. 20 sierpnia 1935 we wsi Usłanka w obwodzie kurskim) – radziecki pracownik fabryki samochodów, Bohater Pracy Socjalistycznej (1973).

## Życiorys
Do 1951 ukończył 7 klas szkoły średniej, od 1952 pracował w przedsiębiorstwach Kramatorska, odbył służbę wojskową, po demobilizacji pracował w Gorkowskiej Fabryce Samochodów. Od 1958 członek KPZR, od 1968 pracował jako elektromechanik w warsztacie produkcyjnym Wołżańskiej Fabryki Samochodów w Togliatti, był wysyłany służbowo za granicę do Turynu i Montrealu, od 1972 pracował jako brygadzista elektryków Wołżańskiej Fabryki Samochodów. W latach 1981–1986 członek Centralnej Komisji Rewizyjnej KPZR, 1986–1990 członek KC KPZR. Mieszka w Togliatti.

## Odznaczenia
- Medal Sierp i Młot Bohatera Pracy Socjalistycznej (29 grudnia 1973)
- Order Lenina (dwukrotnie)
- Order Rewolucji Październikowej
- Order Przyjaźni Narodów
- Srebrny Medal Wystawy Osiągnięć Gospodarki Narodowej ZSRR